# Equipe canadense na Copa Davis
A equipe canadense na Copa Davis representa o Canadá na Copa Davis, principal competição de tênis masculina por equipes do mundo. É administrada pela Tennis Canada.
Conquistou um título, sendo ele na década de 2020.

## História
A equipe conquistou sua primeira Copa Davis em 2022, derrotando a Austrália por 2 a 0 na final. Em sua primeira aparição em 1913, chegou à final do Grupo Mundial, perdendo para os Estados Unidos por 0–3.

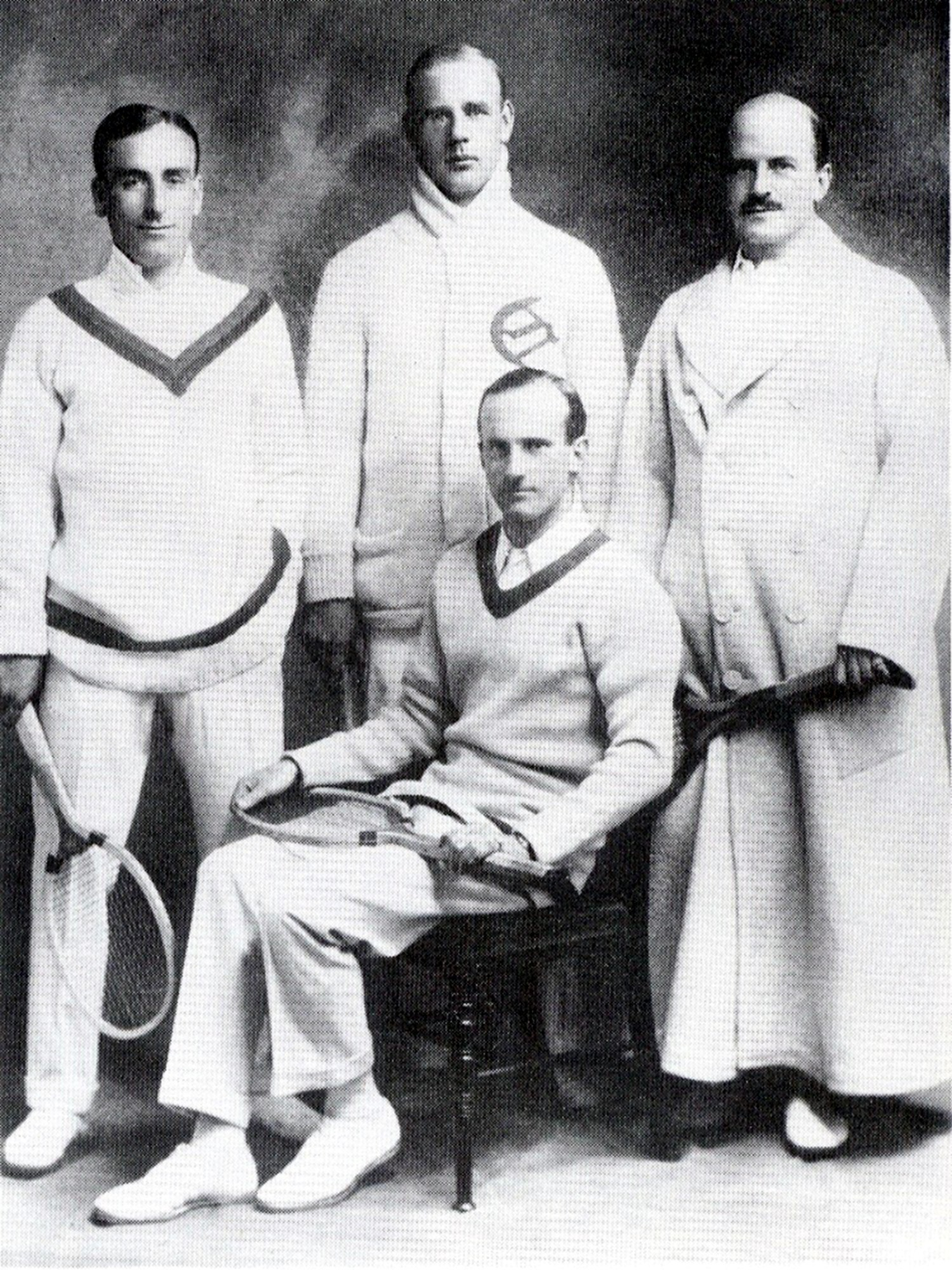
Primeira equipe canadense na Copa Davis em 1913.

## Última escalação
Pela fase de grupos do Finals, em setembro de 2023.
- Gabriel Diallo
- Alexis Galarneau
- Vasek Pospisil
- Denis Shapovalov
- Kelsey Stevenson